# 惲紹芳
惲紹芳（1518年—1579年），字光世，號少南，直隸常州府武進縣人，明朝政治人物。

## 生平
嘉靖二十二年（1543年）癸卯科應天府鄉試第八十四名舉人。嘉靖二十六年（1547年）中式丁未科會試第四十二名，登第二甲第三名進士。户部觀政，授刑部主事，歷升员外郎，三十年升湖广按察司佥事，奉敕整饬荆西道兵备。三十四年累遷福建布政使司左參議，三十六年贬河東运判，三十八年落职家居。喜讀書，過目成誦，刻意作古文詞，自成一家言，著有《林居集》十二卷、《考槃集》四卷、《少南先生文集》十五集、《少南自序年谱》等。

## 家族
曾祖惲禧，贈南京戶部郎中；祖父惲鎡，號敬斋；父惲訓，字廷學，號南陽，封刑部主事；母趙氏，封太安人。子辰孫、廉孫、朝孫。孫恽厥初，甲午举人、甲辰進士。
- 長子應龍，字伯言，號節吾，邑庠生，配廣西郁林州同知無錫顧起綸女，生子谷初。
- 次子應侯，字順德，號學思，由廩生入太學，配胡瓊女，側室張氏，生子日初（號遜庵，崇禎癸酉副榜，南田父），次女配鄒忠溢。
- 三子應雨，字潤叔，號繹思，太學生，封行人司行人，累贈正三品通議大夫湖廣按察使，配蔣良材女，生子厥初（號膴原，萬曆甲辰進士，歷任陝西布政使，升授光禄大夫）、笃初、敬初、南初。
- 四子應蛟，字季潛，號岱璵，配紹武知府金九齡女，生子效初、永初、秉初。
- 五子應轅，字季載，號見南，配孔泮女，生子元初。
- 六子應明，字明德，號敬止，太學生，仕至禎武衛經歷，配中書舍人周良金女，生子本初、令初、念初、谷初、會初、愈初、于迈。
- 七子應筠，字朝節，號中虛，配丹陽荊秉魯女，生子霖初。
- 女適刑部尚書白昂曾孫介壽。